# Dictionnaire archéologique de la Gaule

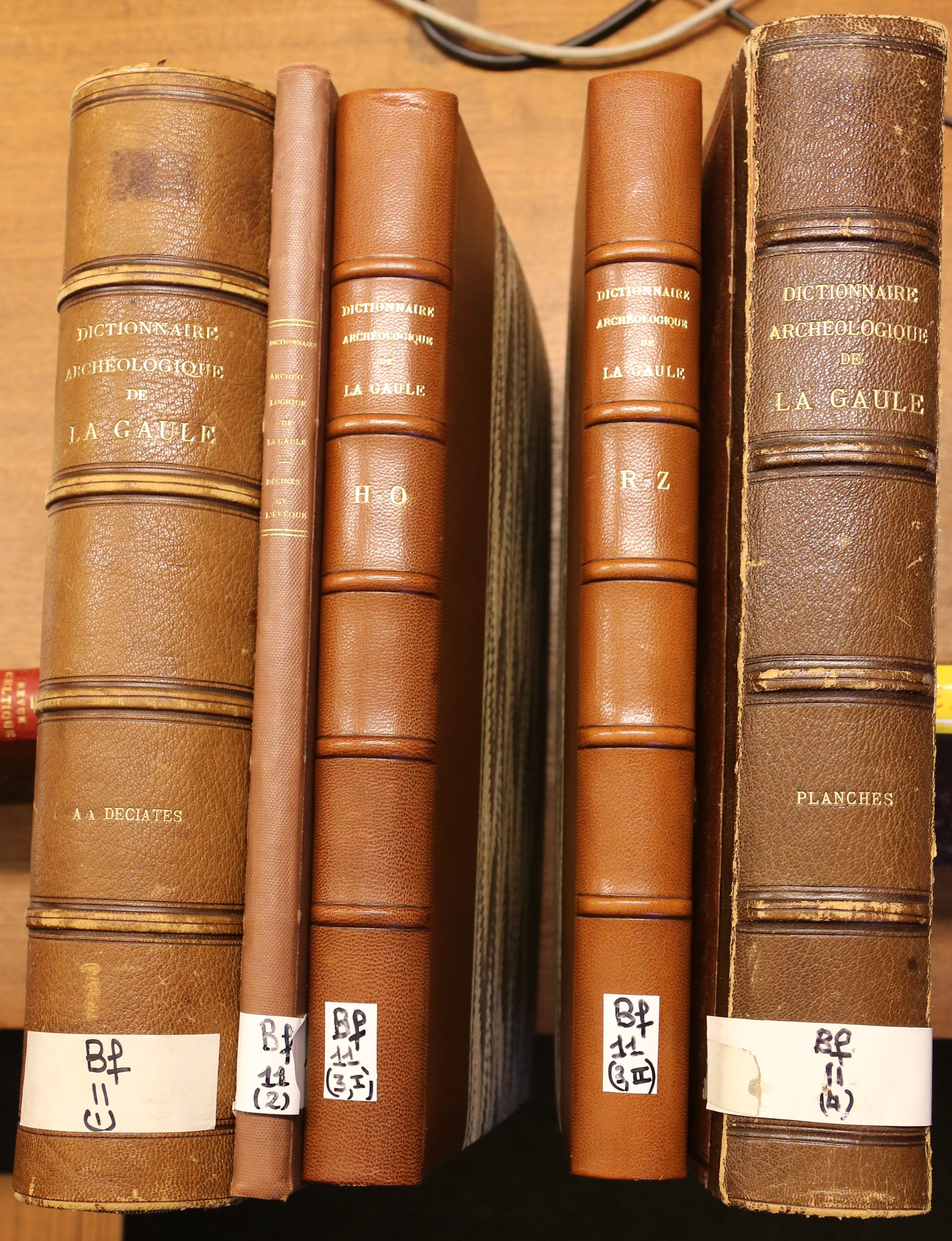
Dictionnaire en 4 volumes + planches

Le Dictionnaire archéologique de la Gaule est un ouvrage produit à partir de 1858 par la Commission de topographie des Gaules. Instaurée par Napoléon III, cette commission avait pour objectif d'étudier l'archéologie en France. Le dictionnaire a été rédigé entre 1858 et 1923. Il comprend des notices sur les sites archéologiques, la géographie et les toponymes antiques, ainsi que des planches de gravures présentant des objets et quelques plans.

## Historique d'un projet porté par la Commission de topographie des Gaules
La Commission de topographie des Gaules est une commission administrative créée par Napoléon III le 17 juillet 1858. La mission de cette commission est de rédiger plusieurs dictionnaires et cartes archéologiques, couvrant les territoires des provinces des Gaules y compris en Belgique et en Suisse, s'intéressant particulièrement à l'époque gallo-romaine, ainsi qu'à l'époque celtique telle qu'on la conçoit au XIXe siècle. Elle est transformée en 1879 en Commission de géographie historique de l'Ancienne France.
Trois volumes étaient prévus à l'origine du projet : un dictionnaire de la Gaule période celtique, un sur la Gaule romaine et le dernier sur la Gaule mérovingienne. 

### Les contributeurs
Initié par la Commission de topographie des Gaules présidée par Félicien de Saulcy, le projet de dictionnaire archéologique a bénéficié des nombreuses contributions envoyées par des correspondants en région. Plusieurs évènements retardèrent la réalisation du projet. En 1870, malgré la chute du Second Empire, on maintint la commission mais celle-ci connut au cours des années suivantes de nombreux changements dans son organisation. Ainsi, en 1878 le projet est ajourné et s'arrête alors à la notice « Gy-l'évêque ». En 1880, la commission fut remplacée par la Commission de géographie historique de l'Ancienne France, elle-même intégrée en 1883 à la section de Géographie du Comité des travaux historiques et scientifiques sans qu'aucun budget ne lui soit accordé.  
Laissé en suspens durant huit années, le projet du dictionnaire est repris en 1894 par le préhistorien Émile Cartailhac à la demande de Ernest Hamy. Lorsqu'il reprend le projet, il emporte à Toulouse une partie des archives de la commission. Cette entreprise d'envergure, non rémunérée, monopolise une grande partie de son temps. Il se plaint notamment de devoir reprendre quantité de notices qui nécessitent de nouvelles recherches. Il juge sommaire l'inventaire général constitué par Alexandre Bertrand. En janvier 1915, sont nommés commissaires scientifiques du projet, Salomon Reinach, Camille Jullian et Émile Espérandieu. Le dernier fascicule du Dictionnaire archéologique de la Gaule époque celtique est finalement publié en 1923, deux après la mort d’Émile Cartailhac.

## Histoire de l'édition

### L'organisation des ouvrages
Le dictionnaire a pour objectif de synthétiser les travaux de la Commission de topographie des Gaules. Il regroupe les travaux de celle-ci et organise les notices par ordre alphabétique.

Exemplaire en 4 volumes - Musée d'Archéologie nationale
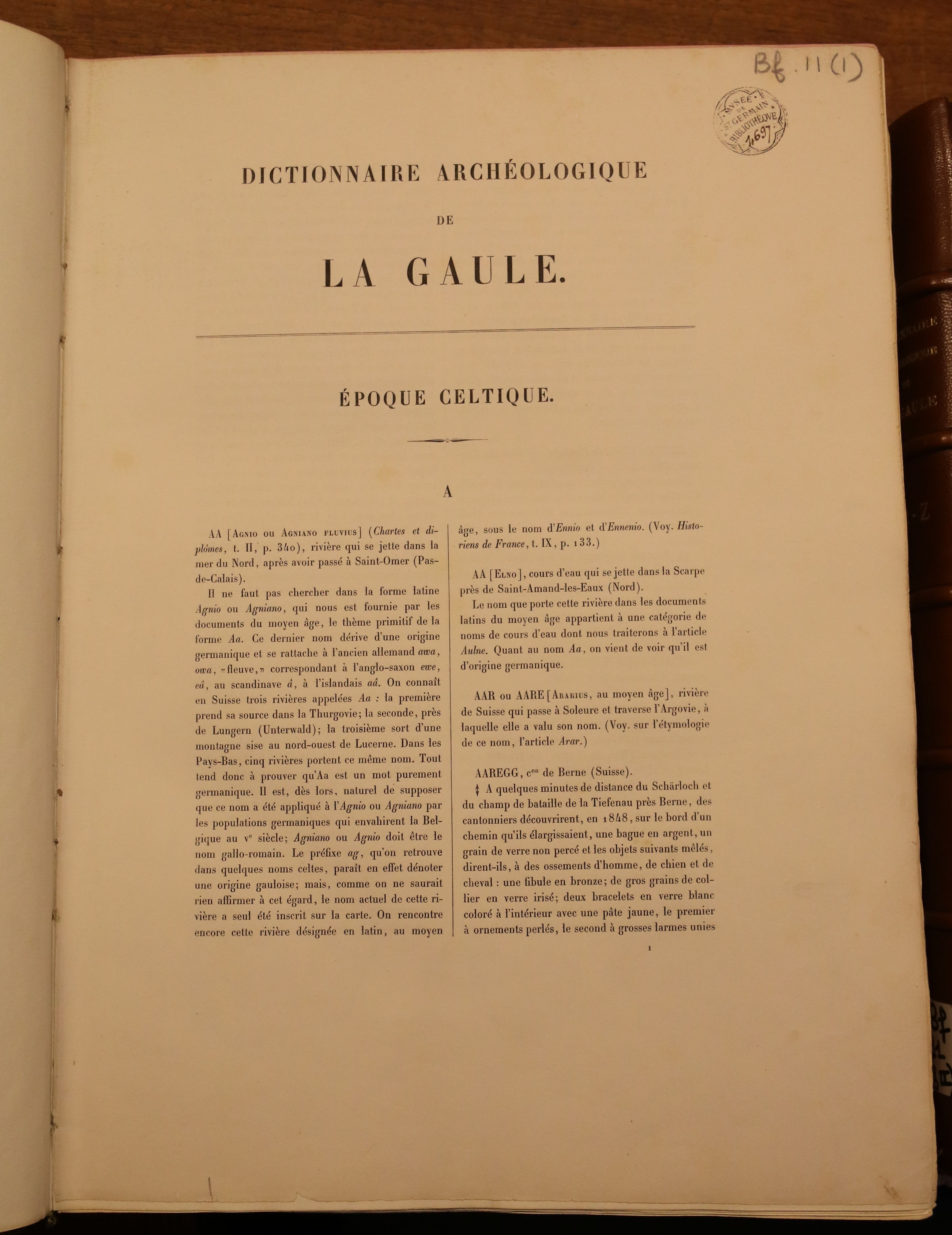
Volume A-D
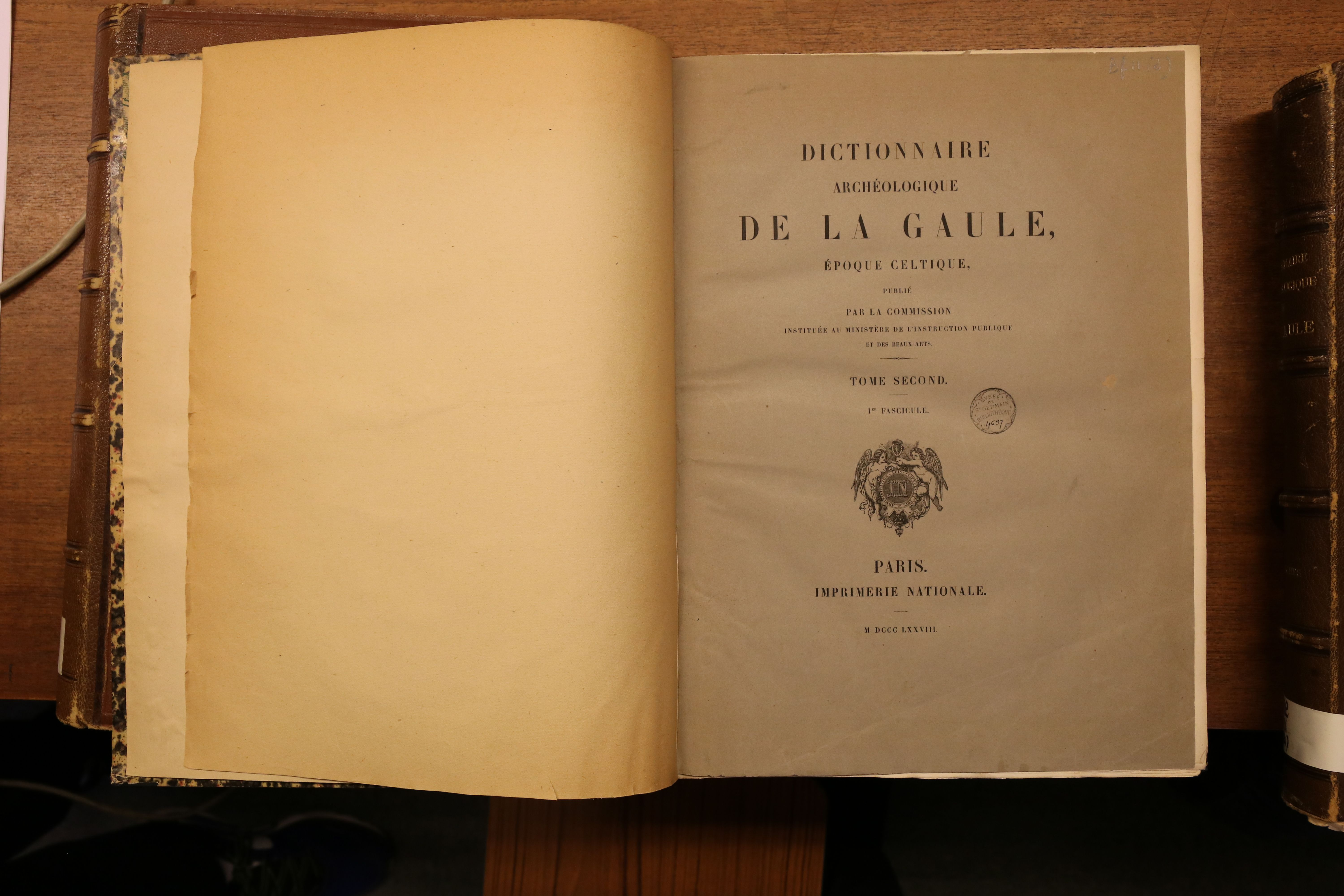
Volume D à L
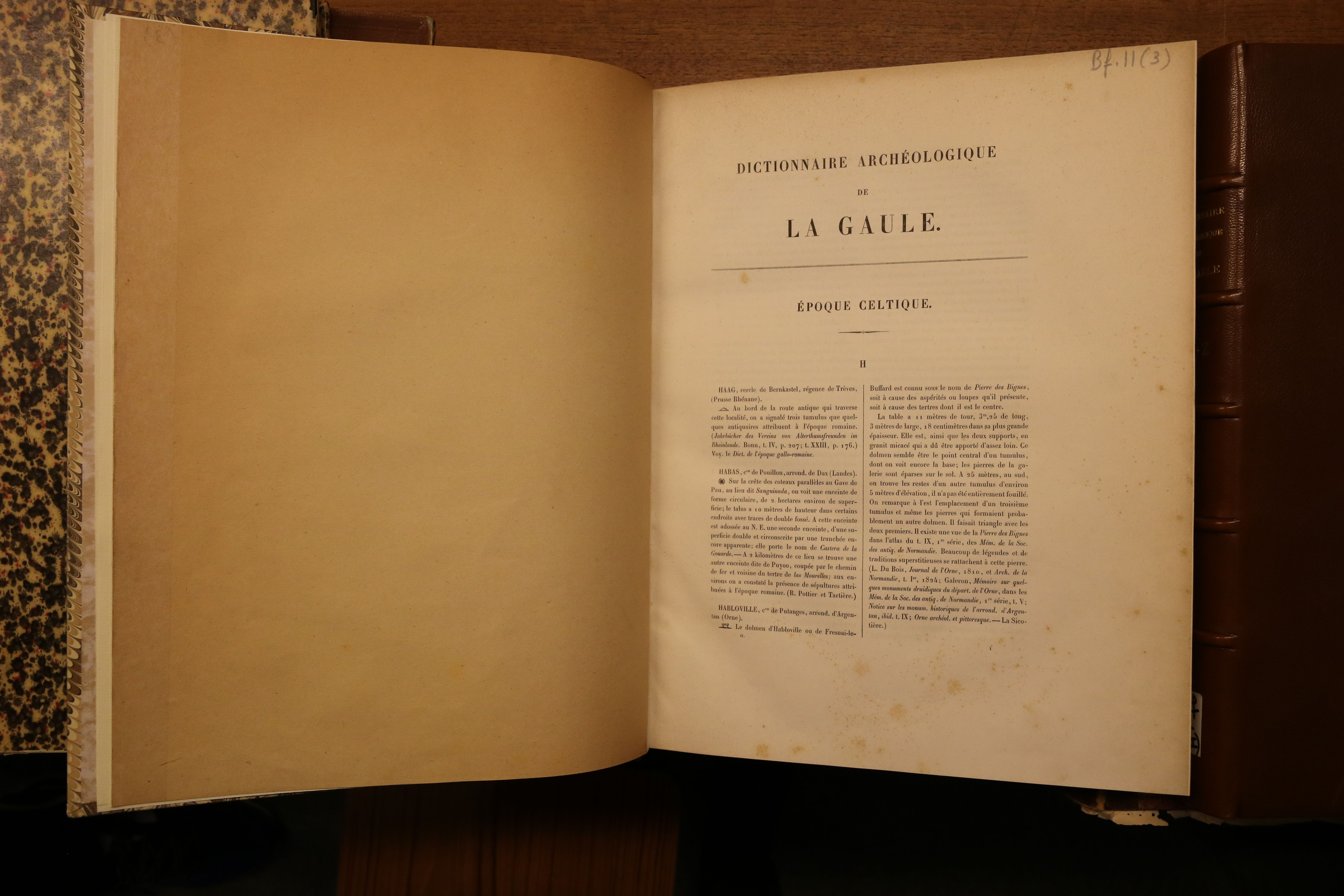
Volume I à O
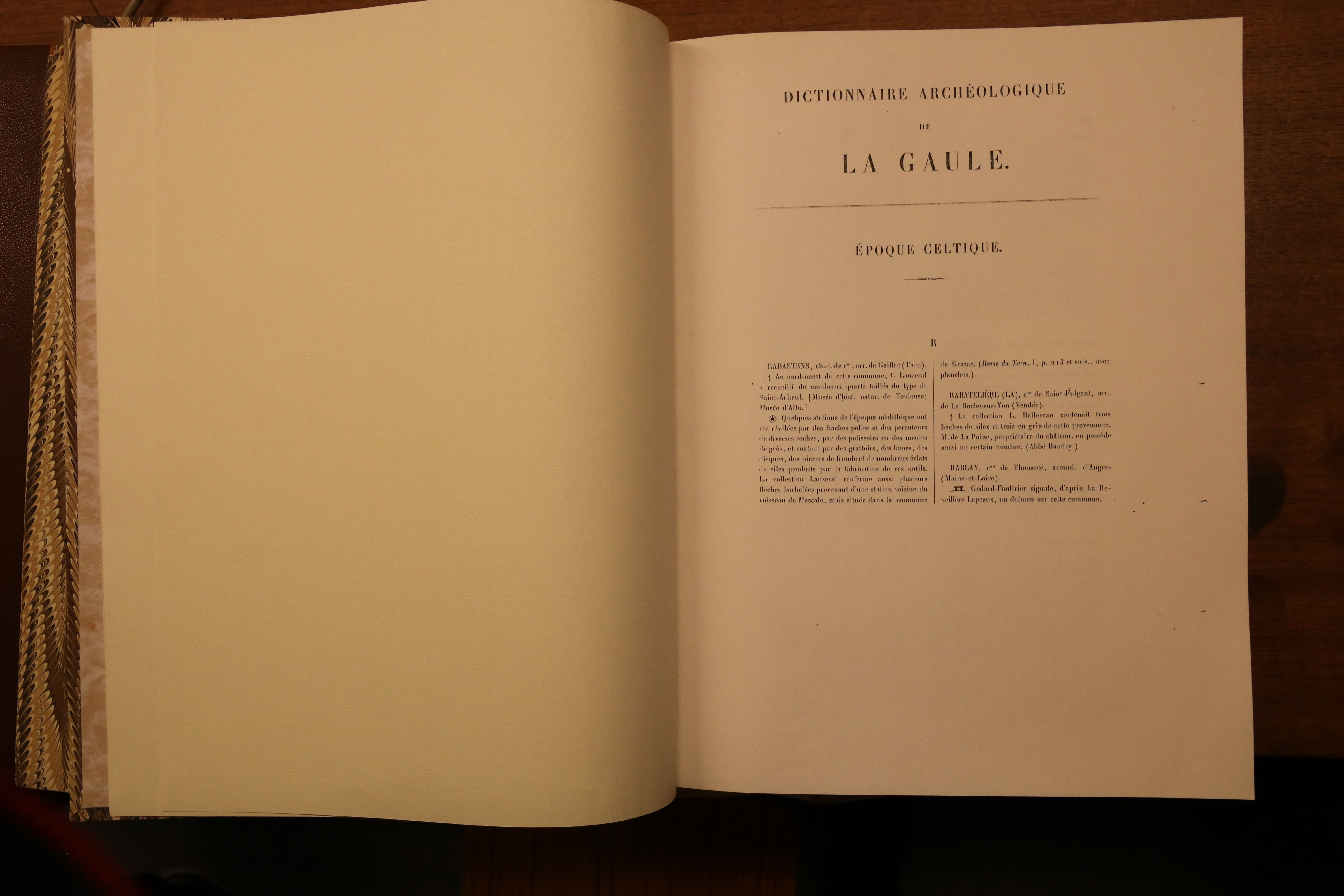
Volume R à Z

Du fait de l'ampleur du projet de publication et de l'histoire mouvementée de la commission, plusieurs livraisons se sont succédé. En conséquence, les institutions les détenant ont eu la possibilité de relier différemment les fascicules au gré de leur réception. 
Ainsi la Bibliothèque nationale de France possède trois versions. La première ne comporte que la lettre A et n'est constituée que d'un volume édité en 1866. Une deuxième version, en deux volumes, est éditée entre 1875 et 1878. Le deuxième volume de cette version ne comprend que le premier fascicule paru en 1878 à l'occasion de l'Exposition universelle. La troisième version enfin complète a été éditée entre 1875 et 1923.

Planches - Musée d'Archéologie nationale
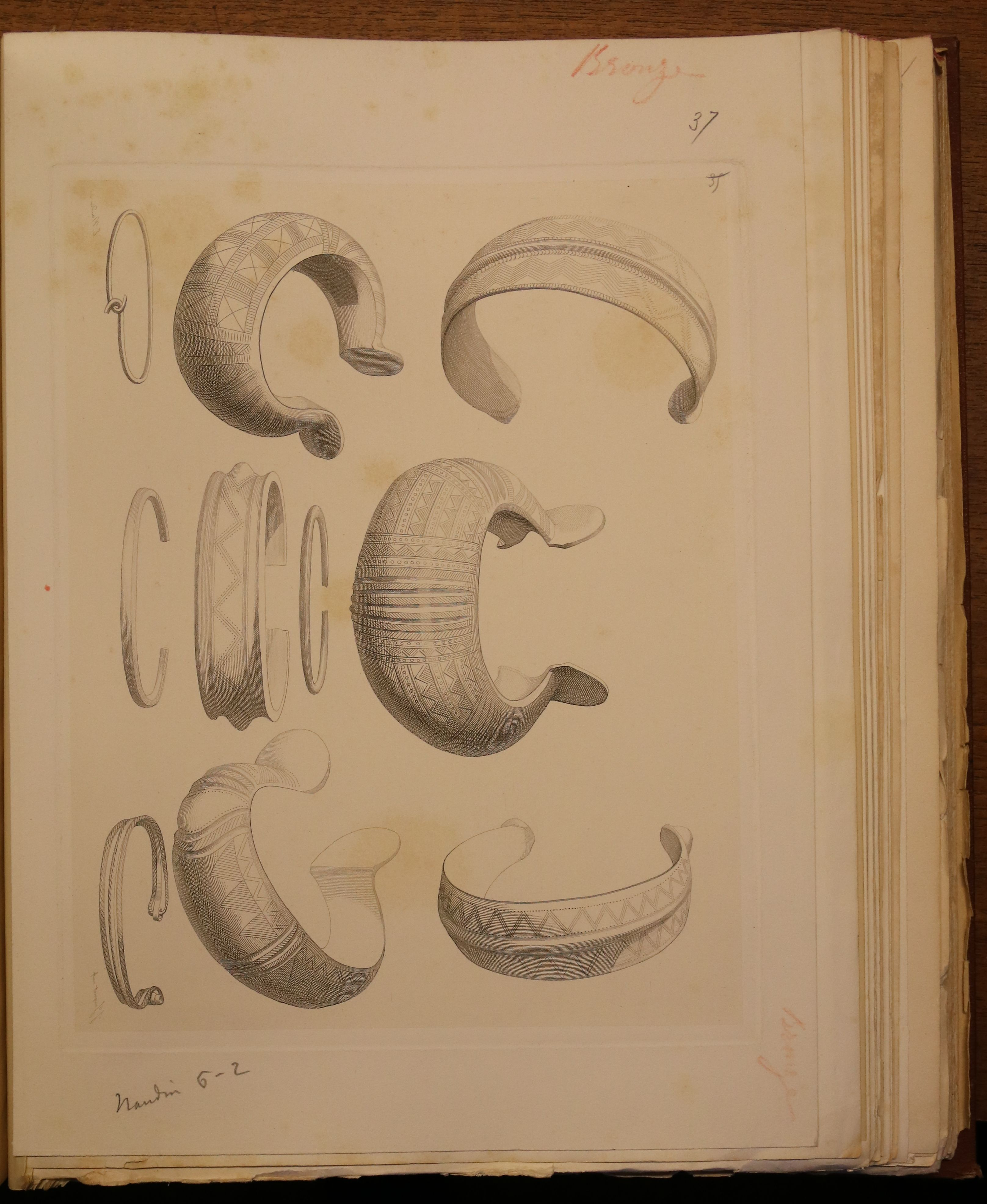
Âge du bronze
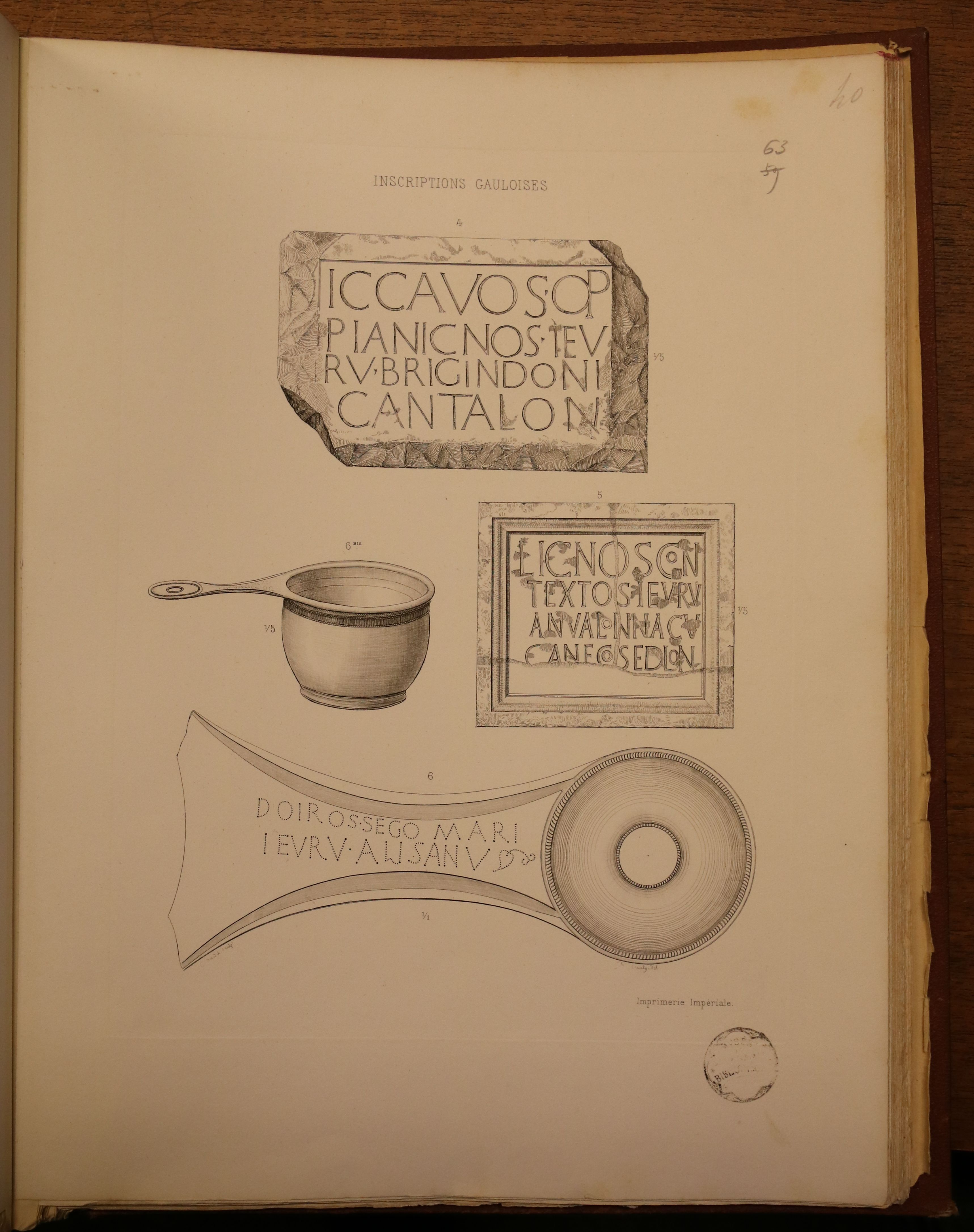
Inscriptions gauloises
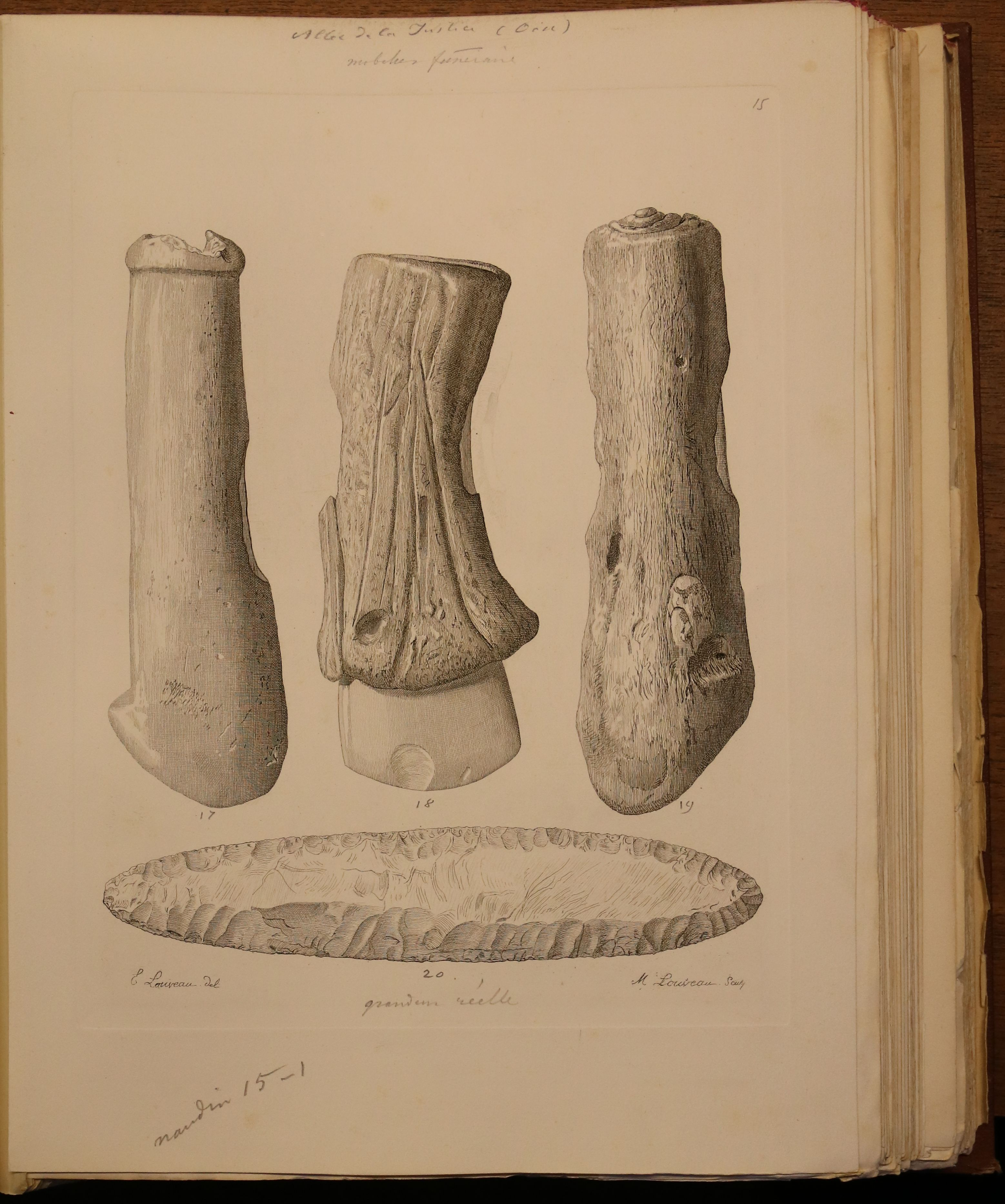
Dolmens et allées couvertes

### Historique de la rédaction
La rédaction et la publication ont connu de nombreuses péripéties. Nous savons que la lettre G a été rédigée par Gabriel de Mortillet en 1876 et qu'une partie des articles de la lettre L l'a été par Alexandre Bertrand. Ces derniers ont été tirés mais non distribués. Émile Cartailhac reprend le projet à la lettre L dès 1894. Salomon Reinach, directeur du musée des Antiquités nationales, pousse à partir de 1915 à l'accélération de la publication. Il considère que les notices, même incomplètes, doivent être publiées en raison de leur richesse sans équivalent ailleurs. De plus, des sommes importantes avaient déjà été investies par l’État depuis 1869. Toutefois il est conscient que les informations contenues dans le Dictionnaire doivent être croisées avec des dictionnaires et des ouvrages généraux plus récents et plus détaillés. Le dictionnaire sera finalement publié en 1923. Il s'est donc écoulé 37 ans entre la parution du dernier fascicule produit par la Commission de topographie des Gaules et la publication du document dans sa version finale.  